# CGAL
Die Computational Geometry Algorithms Library (CGAL) ist eine Open-Source-Programmbibliothek, die verschiedene Funktionalitäten zur Berechnung von Computergeometrien bereitstellt.

## Geschichte
Das Projekt wurde von 8 Universitäten gegründet und dabei von einer Gruppe von Mitarbeitern von Instituten wie INRIA, CNRS-Liris aus Frankreich, ETH Zürich, der Universität von Tel Aviv geführt. Dazu kommen einige Entwickler weltweit.
Sehr viele akademische Projekte weltweit nutzen CGAL als eine Basis für ihre Anwendungen.
Prominente Beispiele sind OpenSCAD, CGLAB-Toolbox in Scilab, Yade Open DEM, ISO2MESH, Simulation Open Framework SOFA, OpenMEEG.
2009 benutzt Matlab die CGAL Triangulation.
2011 gewinnt CGAL den Meshing Maestro Award.
2012 wurde ein Buch zu CGAL beim Springer Verlag veröffentlicht.
2013 wurde CGAL um Räume und Geometrie außerhalb der normalen euklidischen 3D-Form erweitert.
2015 wurden Polygonnetze eingeführt. Dazu wurde die Reduktion von Oberflächennetzen auf Pfade (Skeletonization) erweitert.
2017 wurde die Anwendung von CGAL mit dem Ivanka Plugin von Rhino 3D in der Schmuckindustrie bei Swarowski gezeigt.
Im Jahr 2017 benutzt das College de France CGAL zur Vermittlung der Basis der Geometrien in Software.
2018 wurde CGAL um periodische 3D-Netze erweitert.
2019 wurde die Netz Approximation von Dreiecksnetzen mit starker Reduktion der Elemente eingeführt für Reverse Engineering. Dazu wurde die Heat Methode für Oberflächen zur Messung der kürzesten Distanz eines Pfads addiert. Die Vernetzung wurde mit hyperbolischen und periodisch hyperbolischen Algorithmen erweitert. Es ist auch ein direktes Plugin in Paraview verfügbar, um Netze dort zu verfeinern.
Die Vernetzung mit Polygonnetzen wurde stark verbessert für harte Probleme.
Die Kantenerkennung in Oberflächennetzen wurde stark verbessert.
Simon Giraudot veröffentlicht ein Tutorial zur Rekonstruktion von Oberflächen.
Die Erkennung der optimalen Kubus (Bounding Box) eines Modells wurde optimiert.
Höhepunkte der Entwicklung im Jahr 2020 sind das Remeshing mit Tetraedern und die neue Vernetzung von Oberflächen.
Im April 2021 wurde die Orthtree-Methode vorgestellt, die gegenüber anderen Baum-Methoden in einigen Anwendungen signifikante Vorteile in der Leistung hat.
Die Triangulation auf einer Kugel wurde im Juni 2021 als neue Möglichkeit vorgestellt.
Im Juni 2023 gewann das CGAL Projekt den SoCG Test of Time Award
Seit 28. Juli 2023 ist Version 5.6  verfügbar mit vielen Verbesserungen in einigen Modulen.
CGAL 6.0 wurde am 27. September 2024 veröffentlicht. Die Version enthält zusätzliche neue Packages und benötigt einen C++ Compiler, der C++17 unterstützt. 

## Plattformen
Die Bibliothek wird unterstützt für einige Plattformen:
- MS Windows (GNU g++, MS Visual C++,  Intel C++)
- GNU g++ (Solaris, Linux, Mac OS)

Die CGAL Bibliothek hängt von Boost C++ Bibliothek und einige CGAL Module von der Eigen—C++-Bibliothek ab.

## Belege
1. ↑  Release 6.0.1. 22. Oktober 2024 (abgerufen am 21. November 2024).
2. ↑  https://www.cgal.org/people.html
3. ↑  https://www.cgal.org/projects.html
4. ↑  https://www.cgal.org/2009/03/01/matlab-uses-cgal-triangulations/
5. ↑  https://www.cgal.org/2011/11/01/meshing-maestro-award/
6. ↑  https://www.cgal.org/images/MeshingMaestro2011.png
7. ↑  https://www.cgal.org/2012/02/01/cgal-arrangements-and-their-applications-book/
8. ↑  https://members.loria.fr/Monique.Teillaud/other-geometries/
9. ↑  https://www.cgal.org/2015/01/12/cgal-wipPMP/
10. ↑  https://www.cgal.org/2015/02/27/cgal-wipMCF/
11. ↑  https://www.cgal.org/news/2017/04/01/Swarowski/
12. ↑  https://www.college-de-france.fr/site/en-jean-daniel-boissonnat/seminar-2017-04-26-18h00.htm
13. ↑  https://www.cgal.org/2018/09/10/Periodic_Mesh_Generation/
14. ↑  https://www.cgal.org/2019/01/29/VSA/
15. ↑  https://www.cgal.org/2019/01/23/Heat_Method/
16. ↑  https://www.cgal.org/2019/02/25/Hyperbolic_triangulations/
17. ↑  https://www.cgal.org/2019/03/26/how-to-write-a-paraview-plugin/
18. ↑  Archivierte Kopie (Memento des Originals vom 13. April 2021 im Internet Archive)  Info: Der Archivlink wurde automatisch eingesetzt und noch nicht geprüft. Bitte prüfe Original- und Archivlink gemäß Anleitung und entferne dann diesen Hinweis.
19. ↑  https://www.cgal.org/2019/07/30/Shape_detection/
20. ↑  https://www.cgal.org/2020/04/02/Tutorial_on_Surface_Reconstruction/
21. ↑  https://www.cgal.org/2020/04/20/Optimal_bounding_box/
22. ↑  https://www.cgal.org/2020/08/07/Tetrahedral-remeshing/
23. ↑  https://www.cgal.org/2020/05/08/Surface_mesh_topology/
24. ↑  https://www.cgal.org/2021/04/27/Orthtree/
25. ↑  www.cgal.org.
26. ↑  Awards - CG Week 2023 - The University of Texas at Dallas. Abgerufen am 21. August 2023.
27. ↑  https://www.cgal.org/news/2023/06/13/new-release-cgal56-beta1/
28. ↑  CGAL 6.0 released. Abgerufen am 21. Juli 2025.
29. ↑  CGAL Supported Platforms